# コルトM1892
コルトM1892は、アメリカ陸軍と海軍が採用していた回転式拳銃である。

## 概要
1892年にアメリカ陸軍とアメリカ海軍に採用され、改良を経て1892、1894、1895、1896、1901、1903のモデルがある。
シリンダーが反時計回りに回転していたが、回転時にシリンダーがフレームから外れようとする力が働くため、以後の製品では時計回りに変更された。
米比戦争では威力不足が問題になり、M1911に更新された。